# Смирнов, Алексей Олегович (музыкант)
Алексей Олегович Смирнов (родился 28 февраля 1973) — петербургский рок-музыкант и актёр, автор песен. Лидер группы КАФЕ. Автор песни «Товарищ сержант», которая в 1997 году присутствовала в хит-листах практически всех радиостанций, в том числе в международном TOP-40 радио «Максимум», а на радио «Модерн» и «Европа+» песня стала «Песней года».

## Биография
Один из немногих «образованных» вокалистов в российском роке.
Родился в 1973 году в Ленинграде. Окончил музыкальную школу по классу скрипки и фортепиано, но о творческом будущем не было и речи — по семейной традиции собирался делать карьеру кадрового офицера. Из-за полученной в спортивной юности травмы не смог поступить в авиационное училище и стал готовиться к поступлению в Военно-медицинскую Академию, одновременно учась на компьютерных курсах (к 17-ти годам став специалистом Ленинградского ВЦКП).
В 15 лет впервые взял в руки гитару, принимал участие в группах «Дело», «УПК-2», «Идеальное общество» и «Станция Вултон». В 19 лет получил приглашение занять место солиста в первой питерской кантри-группе Finestreet, где познакомился с Сергеем Стародубцевым, с которым впоследствии организовал группу КАФЕ. Готовясь к поступлению в муз. училище им. Мусоргского, стал активно сотрудничать с джазовыми кругами и уже в 20 лет пел в составе биг-бэнда «Chicago Show Band» и вокального квартета «Big Sound». Многократно представлял Россию на международных музыкальных фестивалях за рубежом, в том числе и становясь лауреатом. Во время визита в Санкт-Петербург мировых звёзд кантри-музыки Рики Скэггза и Рэя Хьюза, «повышал квалификацию» по кантри-блюз-гитаре у этих легендарных музыкантов (результат не замедлил себя долго ждать — уже через два года Алексей выступил гитарным дуэтом с питерским рок-виртуозом Александром Ляпиным и впервые принял участие в записях Марины Капуро).
В результате фантастического успеха Finestreet за рубежом и своей яркой, своеобразной гитарной технике в стилях блюграсс, кантри и блюз, летом 1993 года А. Смирнов встретился с генеральным директором американской фирмы GIBSON Генри Юшкевичем. После этого Смирнов стал первым (!) эндорсером зарубежной музыкальной фирмы на территории России, представляя новую акустическую гитару Gibson и лицензионные струны «Gibson East Acoustic phosphor bronze 0,11» (впоследствии эта практика широко распространилась в России, но первыми, опять-таки, были Finestreet!).
В 1995-м решил представить широкой аудитории свой авторский материал, до той поры известный лишь среди «ценителей». Так началась история группы КАФЕ, с которой Алексей Смирнов достойно вошёл в «высшие рок-круги».
С того же 1995 года стал сотрудником продакшн-студий нескольких петербургских радиостанций, где начал карьеру актёра озвучивания и музыкальной рекламы («Это моё любимое хобби, —— шутливо говорит Алексей, —— такого широкого диапазона голосов, интонаций, характеров и звуков не способно дать ни одно музыкальное направление, кроме, разве что, самого злого авангарда»).
В 2000-м и 2002-м годах издал две книги стихов и рассказов. Продолжает записываться и выступать в качестве сессионного и студийного гитариста и вокалиста с множеством проектов (в том числе был замечен на сцене с «Яблоком», «Опасными Соседями», «Зароком», «Спокойной ночи» и знаменитой группой баянистов «Puttin' Beatles»).
В качестве гитариста аккомпанировал легендарным зарубежным исполнителям Артуру Брауну, Джо Эдвардсу, Стиву Бейкеру, Крису Джонсу и Тони Шеридану — подробнее об этом уже в истории группы КАФЕ.
В настоящее время продолжает работу с группой КАФЕ, одновременно участвуя в нескольких театральных и музыкальных проектах. Один из самых значимых — новая программа совместно с легендарным основателем группы «Ноль» Фёдором Чистяковым, в рамках которой Смирнов с коллегами по группе КАФЕ выступают в составе Чистякoff-Band.
С удовольствием предоставляет свои песни коллегам из России и зарубежья — в настоящее время музыка Алексея Смирнова звучит в исполнении групп «ГрАссМейстер», «Сонце-Хмари», «Весёлый Дилижанс», Михаила Боярского, Ирины Суриной и Тимура Ведерникова.
Долго сотрудничал с Международной Академией Экологии и Безопасности жизнедеятельности, представляя её в качестве спецкора на международных конференциях.
Активно занимается благотворительной и социальной деятельностью, за что в 2009 году награждён Русской Православной Церковью Почётным знаком Святой Татьяны (одновременно с Юрием Шевчуком и Эдмундом Шклярским).
С 2009 года выступает в составе музыкального театра «Вампука», где озвучивает, в том числе, кукольного Джона Леннона. Интересно, что похож на Джона Леннона не только внешне, но и тембром голоса.
В 2009 году Алексей Смирнов работает вместе с Федором Чистяковым в составе группы рок-баянистов Puttin’ On The Beatles Style. Это сотрудничество позже перетекает в совместный проект, и группа КАФЕ становится постоянным аккомпанирующим составом Чистякова. С того момента Смирнов отдавал все силы проекту Чистякова, лишь изредка возвращаясь к собственному творчеству.
В 2010 году песня «Товарищ сержант», сочиненная Смирновым в 1996 году, заняла 7 место в списке лучших песен двадцатилетия по версии Радио Балтика.
В 2012 году начинает вести собственную музыкально-историческую рубрику на телеканале ВОТ.
В 2015 году выступает в Норвегии с детским театром и даёт два сольных концерта в Осло. Тогда же начинает регулярно участвовать в концертах памяти Владимира Высоцкого на одной сцене с ведущими петербургскими актёрами и музыкантами.
В 2016 году песня А. Смирнова «Гляди веселей!» прозвучала в художественном фильме «Радость» в исполнении Тимура Ведерникова. В этом же году Смирнов во второй раз принимает участие в записи дуэтного альбома барабанщика группы СЕКРЕТ Алексея Мурашова, сочинив слова песни «Странная ночь».
В 2017 году выступил на юбилейном концерте Евгения Маргулиса, принял участие в качестве гитариста в гастрольной поездке Татьяны Булановой и в реюнионе группы НОЛЬ.
Летом 2017 года отыграл 5 концертов с Ф. Чистяковым в США, проехав за рулём расстояние от Нью-Йорка до Нэшвилла и обратно, подробно описав своё путешествие в блоге.
Весной 2018 года присоединяется к труппе Академического театра им. В.Ф.Комиссаржевской, приняв участие в постановке спектакля «Гамлет QUEST».
С 2018 года принимает участие в проектах джазовой певицы Алины Таффман и театральном проекте, в котором исполняет одну из главных ролей в дуэте с Билли Новиком. Тогда же Смирнов, в сотрудничестве с Ф. Чистяковым, аранжировал саундтрек к новому мультфильму «Простоквашино» студии Союзмультфильм.
В ноябре 2018 года на НТВ состоялась премьера сериала «Купчино», в котором голосом Смирнова поёт главный герой фильма. С этого момента начинается творческое сотрудничество Смирнова с Алексеем Рыбиным (экс-КИНО).
В 2018-2019 под началом Ф. Чистякова записывает музыку для альбома Ольги Чикиной «Всё не так, как кажется», аранжировав музыку и сыграв почти на всех инструментах.
В 2019 году продолжает активное сотрудничество со студией «Союзмультфильм», став аранжировщиком и вторым композитором мультфильма «Оранжевая корова» (в процессе работы лично встречается с композитором Александром Зацепиным, работая с ним в студии). Тогда же, совместно со звукорежиссёром Евгением Турутой, начинает работу над аранжировкой музыки Максима Дунаевского для мультфильма «Зебра в клеточку» (также лично встретившись с маэстро в его студии в Москве).
Сочиняет и записывает музыку к мультфильму режиссёра Анны Кузиной «Тёплая звезда» и озвучивает несколько мультперсонажей.
С апреля 2019 года ведет авторскую порграмму «Рок-просвет» в эфире Моторадио.
Тогда же получает приглашение от Алексея Рыбина занять место вокалиста и соло-гитариста в составе возрожденной группы ГАРИН И ГИПЕРБОЛОИДЫ.
В 2020 году Алексей Смирнов номинирован на всероссийскую кинопремию «ИКАР» в категории «Лучший композитор».

## Инструменты
Перечень основных инструментов, которые использует Алексей Смирнов в своей профессиональной деятельности:
- Микрофоны: Shure SM58
- Электрические гитары: Fender Telecaster-1971, Fender Telecaster Thinline-pro tone vintage reissue-2006
- Акустические гитары: Segovia SJ-61 Custom Series-1990, Epiphone EJ-200
- Струны: d’Addario Acoustic 0,11; d’Addario Electric 0,10
- Медиаторы: Jim Dunlop 1mm